# Nuguria
Nuguria is de grootste atol in de Nuguria eilanden in Papoea-Nieuw-Guinea. Het is 5 km² groot en steekt nauwelijks boven de zeespiegel uit. De enige zoogdieren die er voorkomen zijn de vleermuizen Macroglossus minimus en Pteropus admiralitatum.